# Forest City (Carolina del Nord)
Forest City és una població dels Estats Units a l'estat de Carolina del Nord. Segons el cens del 2000 tenia 7.549 habitants.

## Demografia
Segons el cens del 2000, Forest City tenia 7.549 habitants, 3.245 habitatges i 2.028 famílies. La densitat de població era de 354,6 habitants per km².
Dels 3.245 habitatges en un 27,2% hi vivien nens de menys de 18 anys, en un 39,5% hi vivien parelles casades, en un 19,3% dones solteres, i en un 37,5% no eren unitats familiars. En el 33,9% dels habitatges hi vivien persones soles el 16,6% de les quals corresponia a persones de 65 anys o més que vivien soles. El nombre mitjà de persones vivint en cada habitatge era de 2,28 i el nombre mitjà de persones que vivien en cada família era de 2,9.
Per edats la població es repartia de la següent manera: un 24,9% tenia menys de 18 anys, un 8,4% entre 18 i 24, un 26,2% entre 25 i 44, un 21,2% de 45 a 60 i un 19,3% 65 anys o més.
L'edat mediana era de 38 anys. Per cada 100 dones de 18 o més anys hi havia 76,7 homes.
La renda mediana per habitatge era de 24.243 $ i la renda mediana per família de 30.000 $. Els homes tenien una renda mediana de 26.952 $ mentre que les dones 19.601 $. La renda per capita de la població era de 15.248 $. Entorn del 15,6% de les famílies i el 19,2% de la població estaven per davall del llindar de pobresa.

## Poblacions més properes
El següent diagrama mostra les poblacions més properes.